# Columbia Records
Colúmbia Récords — старейший в мире лейбл в звукозаписывающей индустрии, действующий с 1889 года в США с компанией American Graphophone Company (преемницей компании Volta Laboratory and Bureau). В настоящий момент является дочерней компанией Sony Music Entertainment (ранее — Sony BMG).
Columbia Records продолжала выпускать альбомы многочисленных известных исполнителей, инструменталистов и музыкальных групп вплоть до 1980-х годов. С 1961 по 1990 год материал, записанный для Columbia Records, издавался за пределами США и Канады под лейблом CBS Records, чтобы избежать путаницы с Columbia Graphophone Company, принадлежащей EMI.

## История создания
Columbia Phonograph Company была основана 15 января 1889 года стенографистом, юристом и уроженцем Нью-Джерси Эдвардом Д. Истоном (1856—1915) и группой инвесторов. Она получила своё название от округа Колумбия, где располагалась штаб-квартира. Сначала она имела местную монополию на продажу и обслуживание фонографов Эдисона и восковых цилиндров в Вашингтоне, округ Колумбия, Мэриленде и Делавэре.
Сотрудничество Columbia с Эдисоном и North American Phonograph Company было приостановлено в 1894 году с распадом North American Phonograph Company. После этого продавались только пластинки и фонографы собственного производства. В 1902 году Columbia представила пластинку «XP», пластинку из литого коричневого воска, чтобы израсходовать старые запасы. Columbia представила пластинки чёрного воска в 1903 году.